# مصطفى يا مصطفى (أغنية)
مصطفى يا مصطفى أغنية مصرية متعددة اللغات، ذات أصول غير واضحة. تتكون كلماتها من الفرنسية والعربية المصرية والإيطالية. كما ظهرت الأغنية بلغات أخرى كالتركية واليونانية واللغة الصربية وحظيت بشعبية كبيرة في تلك الدول. كما صدر منها نسخة اللغة الهندية في الموسيقى التصويرية لفيلم هندي. لحن هذه الأغنية مقتبس من الموسيقى اليونانية. وقد كانت شائعة وشعبية جداً في الخمسينيات وأوائل عقد الستينيات من القرن العشرين، وقد أعيد إحياء شعبيتها مع الإصدارات الحديثة من الأغنية.

## المحتوى والأسلوب
يمكن اعتبار هذه الأغنية ذات النمط الموسيقي اليوناني والكلمات متعددة اللغات كعلامة تاريخية لدخول مدينة الإسكندرية العصر العالمي. خلال تلك الحقبة، كانت الإسكندرية عبارة عن مجتمع عالمي كبير متعدد اللغات والثقافات، لا سيما اليونانيون ويهود مصر والطليان. عاش قسم من هؤلاء في منطقة العطارين تحديداً، حيث اشتهرت الأغنية في تلك المنطقة أكثر من غيرها.

## الكلمات
ثمة أغنيات عديدة بلغات مختلفة تحمل نفس الكلمات تقريباً، منها الفرنسية والإنجليزية والإيطالية. فالفرنسية تقول "Chérie je t'aime, chérie je t'adore, como la salsa del pomodoro". أما العربية فمطلعها «مصطفى يا مصطفى، أنا بحبك يا مصطفى».

## الإصدارات
أُصدرت هذه الأغنية بإصدارات مختلفة من قبل العديد من المطربين من مختلف دول العالم:
- كان المغني التركي الفرنسي اليهودي داريو مورينو من أوائل المطربين الذين سجلوا هذه الأغنية في خمسينيات القرن العشرين.
- أشتهرت هذه الأغنية في أوروبا بفضل المغني بوب عزام هو مطرب مصري من أصل لبناني. الذي أطلقها في فرنسا عام 1960. حققت الأغنية بصوت عزام رتبة متقدمة في سجل الأغاني المنفردة في المملكة المتحدة، واستمرت في ترتيب متقدم على مدى 14 أسبوعاً.[1]
- في إسبانيا، عام 1960، وصلت الأغنية إلى المرتبة الأولى في سجلات الأغاني. حيث اشتهر منها نسختان آنذاك، واحدة بصوت بوب عزام والثانية بصوت خوسيه غوارديولا.
- برونو غيغليوتي، المعروف أيضاً باسم أورلاندو، شقيق المغنية الشهيرة داليدا، سجل الأغنية أيضاً.
- غنى ساكاموتو كيو الأغنية باللغة اليابانية.
- عام 1975، غنت المغنية والممثلة القبرصية التركية «نيل بوراك» أغنية «يا مصطفى».
- قامت المغنية اليونانية هيلين فيتالي بغنائها أيضًا باللغة اليونانية.

إضافة إلى إصدارات عديدة ظهرت في دول مختلفة كصربيا.
- ظهرت الأغنية في عدد من الأفلام السينمائية المصرية، بما في ذلك فيلم الفانوس السحري للفنان إسماعيل ياسين عام 1960، وفي فيلم الحب كده للفنان صلاح ذو الفقار والفنانة صباح في 1961.
- هناك إصدار هندي للأغنية ظهر في فيلم Aatish وقد استعان باللحن الملحن الهندي نديم شاراوان.